# World Demise
World Demise — четвëртый студийный альбом американской дэт-метал-группы Obituary, выпущенный 6 сентября 1994 года. На композицию «Don't Care» было снято музыкальное видео.

## Список композиций
Слова и музыка всех песен — Obituary.
| №                   | Название            | Длительность |
| ------------------- | ------------------- | ------------ |
| 1.                  | «Don't Care»        | 3:08         |
| 2.                  | «World Demise»      | 3:43         |
| 3.                  | «Burned In»         | 3:32         |
| 4.                  | «Redefine»          | 4:39         |
| 5.                  | «Paralyzing»        | 4:57         |
| 6.                  | «Lost»              | 3:59         |
| 7.                  | «Solid State»       | 4:38         |
| 8.                  | «Splattered»        | 4:15         |
| 9.                  | «Final Thoughts»    | 4:08         |
| 10.                 | «Boiling Point»     | 3:09         |
| 11.                 | «Set in Stone»      | 4:50         |
| 12.                 | «Kill for Me»       | 5:59         |
| Общая длительность: | Общая длительность: | 50:57        |

| №                   | Название                           | Длительность |
| ------------------- | ---------------------------------- | ------------ |
| 13.                 | «Killing Victims Found»            | 5:05         |
| 14.                 | «Infected» (концертная запись)     | 5:00         |
| 15.                 | «Godly Beings» (концертная запись) | 2:01         |
| 16.                 | «Body Bag» (концертная запись)     | 5:59         |
| Общая длительность: | Общая длительность:                | 1:07:22      |

## Участники записи
- Джон Тарди — вокал
- Аллен Уэст — соло-гитара
- Тревор Перес — ритм-гитара
- Фрэнк Уоткинс — бас-гитара
- Дональд Тарди — ударные